# Project Sidekick
O Sidekick é um projeto da NASA com parceria da Microsoft, iniciado em dezembro de 2015 na Estação Espacial Internacional, que fornece ajuda virtual aos astronautas usando o óculos de realidade aumentada HoloLens.

## Funcionalidade
O Sidekick tem dois modos de operação. O Remote Expert Mode usa a funcionalidade do aplicativo Holographic Skype - chat de voz e vídeo, anotação virtual em tempo real - para permitir que um operador terrestre e um membro da tripulação espacial colaborem diretamente sobre o que o astronauta vê, com o operador terrestre capaz de ver a tripulação visão do membro em 3D, fornecer orientação interativa e fazer anotações no ambiente do membro da tripulação. No modo de procedimento, ilustrações virtuais animadas são exibidas em cima de objetos enquanto um membro da equipe interage com eles. Este modo pode ser usado para fins de orientação e instrução em cenários autônomos.. Os aplicativos incluem gerenciamento de estoque, no qual o sistema reconhece um item de estoque e pode exibir um caminho para onde o item deve ser armazenado. Anteriormente, os membros da tripulação dependiam principalmente de instruções impressas e comunicação baseada em voz ao realizar tarefas complexas. Os recursos fornecidos pelo Sidekick foram promovidos como possíveis recursos de habilitação, permitindo reduzir os requisitos de treinamento da tripulação e aumentar a eficiência em missões espaciais profundas nas quais atrasos na comunicação podem complicar operações difíceis.

## História
Depois de realizar testes simulados de gravidade reduzida em sua aeronave Weightless Wonder C9,. a NASA tentou lançar um par de unidades HoloLens a bordo do SpaceX CRS-7 para a Estação Espacial Internacional em junho de 2015, mas o O foguete Falcon 9 carregando a carga explodiu após a decolagem. O Sidekick foi testado no laboratório Aquarius no período do final de julho ao início de agosto de 2015, como parte da expedição de duas semanas da NASA Extreme Environment Missions Operations 20, demonstrando sua operação em tarefas como verificação e configuração de equipamentos. O hardware HoloLens foi entregue com sucesso à ISS na missão de reabastecimento comercial Cygnus CRS OA-4 em dezembro de 2015.